# 十枝梨菜
十枝 梨菜（とえだ りな、1992年6月11日 - ）は、日本のグラビアアイドル、タレント。
東京都出身。元ボルドプロモーション（VOLD PROMOTION）所属。愛称は「ナーリー」。

## 略歴
芸能界デビューのきっかけは東京・渋谷でスカウトされたことであり、当時はすっぴんの状態だったという。高校1年時にプラチナム・パスポートに入所し、タレント活動を開始する。2009年、「みんなでつくるアイドルユニット」として立ち上げられたぱすぽ☆（後のPASSPO☆）のメンバー候補になるも、落選している。
プラチナム退所後に専門学校を経て卒業後にはボルドプロモーションに所属し、男性向けファッション雑誌『Fine』（日之出出版）の専属モデルを務める。
2014年1月24日、初のイメージDVD『ichizu』（イーネット・フロンティア）が発売される。撮影は2013年10月にサイパンにて行われ、初の海外ロケでもあったが多くの水着を着たという。まもなく、同DVDはAmazon.co.jpのアイドルDVDランキングで1位に入り、話題となる。また、『出川哲朗のリアルガチ』や『じわじわチャップリン』といったバラエティ番組にも出演するようになった。
2017年7月21日、初の写真集『RINA』（双葉社）が発売される。撮影は同年1月にサイパンにて行われ、手ブラに加えて尻を露出させたセミヌードにも初挑戦したカットは表紙となった。
2017年12月10日、両国国技館にて開催されたキックボクシングイベント「KING OF KNOCK OUT 2017 両国」のラウンドガールを務める。
2021年12月21日、総合週刊誌『週刊SPA!』同年12/28・1/4合併号（扶桑社）の「グラビアン魂アワード2021 下半期」にて、リリー・フランキー個別賞「ビューティー・フェミニズム賞」を受賞する。

## 人物
- 埼玉県立所沢高等学校卒業[21]。
- 小学5年の時からダンスを習う。特にヒップホップとLAスタイルが得意[7]。かつて、TRFや湘南乃風のバックダンサーを務めたこともある[22]。
- 弟が1人いる[23]。
- 自分のセールスポイントを“横乳”としており、「横乳プリンセス」の異名でも知られている[6][13]。
- 酒好きであり、特にビールは毎日飲むという[24]。

## 作品

### DVD
- ichizu（2014年1月24日、イーネット・フロンティア）[10]
- 梨菜のおしえるコト（2014年5月22日、イーネット・フロンティア）[25]
- ナーリー・ピュアリー（2014年8月20日、ラインコミュニケーションズ）[26]
- SENOBI（2014年12月24日、イーネット・フロンティア）[27][28]
- 恋愛満π（2015年3月27日、晋遊舎）[29]
- ナーリーエンジェル（2015年8月25日、エアーコントロール）[30]
- みすど mis*dol こいのふらいと（2015年11月20日、@misty）[31]
- Smile（2016年6月25日、エアーコントロール）[32]
- あなたに焦がれて（2017年4月20日、ラインコミュニケーションズ）[13][33]
- Monopoly（2017年8月17日、双葉社）[16][17]

### 写真集
- RINA（2017年7月21日、双葉社、撮影：篠原潔） ISBN 978-4-57-531289-8[14][15] ※電子書籍版は同年11月10日発売[34]。

## 出演

### テレビ番組
- 出川哲朗のリアルガチ（2014年 - 2015年、テレビ東京） - 「水着っ子ちゃん」として出演[13][27]
- こそこそチャップリン→そこそこチャップリン第2回 → じわじわチャップリン（2015年 - 2017年、テレビ東京） - 『こそこそ』では得点ガール[35]、『そこそこ』ではそこそこガール[36]、『じわじわ』では小悪魔ちゃん[13][37]として出演。
- パチFUN!（テレビ埼玉） - 不定期でゲスト出演。
- 鎧美女 #37（2018年2月19日、フジテレビONE） - 甲冑：井伊直政[38]
- 志村&鶴瓶のあぶない交遊録2019（2019年1月2日、テレビ朝日） - ゾゾロケット 役[39][40]

### テレビドラマ
- 世にも奇妙な物語 '17秋の特別編 フリースタイル母ちゃん（2017年、フジテレビ） - グラビアアイドル 役

### 映画
- すんドめ（2015年、日本出版販売） - 京子 役

### ウェブテレビ
- スピードワゴンの月曜 The NIGHT（2019年3月19日[41]、AbemaTV）
- 全裸監督2（2021年6月24日 全話配信、Netflix） - 2話

### 舞台
- Kunoichi.TV 第3回本公演「PaaaaaaaaaaaaN!」（2009年11月28日 - 29日、下北沢・東演パラータ）
- MINMI LIVE TOUR “向日葵” 〜Road to 10th Anniversary〜 at さいたまスーパーアリーナ（2011年12月24日、さいたまスーパーアリーナ） - バックダンサーとして参加[42]。2012年6月27日に同ライブのDVDが発売されている[43]。
- Reach2014秋公演「The Restaurant」（2014年10月21日、座・高円寺2）
- しまぁ〜ん共和国 第8回公演「HOTEL死界覚」（2017年3月29日 - 4月2日、新宿村LIVE）[44]